# Соната для фортепиано № 9 (Скрябин)
Соната для фортепиано № 9, Op. 68, известная как Чёрная месса, — фортепианная соната, сочинённая Александром Скрябиным. Работа была написана около 1912—1913 годов. Хотя подзаголовок не был дан самим Скрябиным (в отличие от названия седьмой сонаты, Белой мессы), он был одобрен лично автором.

## Структура и содержание
Девятая соната — это одночастное произведение, длящееся примерно 8-10 минут. Как и другие сонаты Скрябина, она является технически и музыкально трудной для пианистов, а нотация иногда расширяется до трёх нотоносцев. Соната содержит следующие разделы:
- Moderato quasi andante — Molto meno vivo — Allegro molto — Alla marcia — Allegro — Presto — Tempo primo.

Как и другие поздние работы Скрябина, эта соната очень хроматическая и атональная. «Чёрная месса» диссонантна отчасти потому, что многие из её тем построены на интервале малой ноны, одного из самых нестабильных звукосочетаний. Девятая соната считается шедевром; такие великие современники Скрябина, как Игорь Стравинский, хвалили её. Надпись автора под темпом «légendaire» точно передаёт дух отдалённого мистического завывания, которое угрожающе нарастает к концу произведения. Открывающая тема постоянно преобразуется, начиная с ранних арпеджио-трелей, нарушающих спокойствие, и заканчивая обрушением быстрых каскадов, отдалённо напоминающих гротескный марш. Скрябин выстраивает непрерывную структуру нарастающей сложности и напряжения, преследуя цель перекомбинировать темы с необычайной стойкостью, достигая жесточайшей кульминации в своей музыке. Завершается произведение восстановлением первой темы. Вокруг последнего аккорда, увеличенной кварты, тритона, символа Дьявола в музыке (diabolus in musica), даже существует мифология. Скрябин не называл произведения «Чёрной мессой», но и не отказывался от этого названия, когда оно вошло в обиход.
В «Чёрной мессе» хрупкая, кристально чистая тема побочной партии превращается в репризе в инфернальный марш. В этом акте «осквернения святыни» и разгуле дьявольщины (на месте прежних апофеозов божественного света) достигает кульминации демоническая линия скрябинской музыки, затронутая ранее в «Ирониях», «Сатанической поэме» и некоторых других сочинениях. Музыковед и композитор Сабанеев связывает замысел Девятой сонаты с картинами Н. Шперлинга, висевшими в скрябинском доме. «Больше всего, — пишет он, — А. Н. жаловал картинку, где рыцарь целует возникающую галлюцинацию средневековой Богоматери».

## Записи
Девятая соната — одна из самых известных работ Скрябина, её часто исполняют и записывают. Известные записи этого произведения принадлежат Владимиру Горовицу, Владимиру Софроницкому, Святославу Рихтеру, Маргарите Фёдоровой, Владимиру Ашкенази, Андрею Хотееву и Марку-Андре Амлену.